# Флоридский филармонический оркестр
Флоридский филармонический оркестр (англ. Florida Philharmonic Orchestra) — американский симфонический оркестр, существовавший в 1985—2003 гг. и базировавшийся в городе Форт-Лодердейл. До 1990 г. назывался Филармоническим оркестром Флориды (англ. Philharmonic Orchestra of Florida).
Был образован на основе полулюбительского Форт-Лодердейлского симфонического оркестра, работавшего с 1949 г., путём его слияния с Бока-Ратонским симфоническим оркестром, который организовал в 1983 г. ушедший из Форт-Лодердейлского оркестра трубач Пол Макрэй. На протяжении 1990-х гг., во главе с британским дирижёром Джеймсом Джаддом, оркестр добился определённых успехов; особенно высокое признание получила осуществлённая в 1993 г. и выпущенная в 1994 г. Первая симфония Густава Малера, названная обозревателем журнала «Stereophile» Кевином Конклином «одной из лучших оркестровых записей цифровой эры». Джадд также приступил к записи всех симфонических произведений Леонарда Бернстайна, однако этот проект не был завершён. Затяжной финансовый кризис в оркестре привёл к его роспуску, последний концерт состоялся 9 мая 2003 г. в Бока-Ратоне.

## Музыкальные руководители
- Эмерсон Бакли (1985—1986)
- Джеймс Джадд (1987—2001)
- Джозеф Силверстайн (исполняющий обязанности, 2001—2003)